# Agence de régulation des marchés publics
Pour les articles homonymes, voir ARMP.
L’agence de régulation des marchés publics (ARMP) est un établissement public administratif français disposant d'une autonomie financière. Elle assure la régulation, le suivi et l'évaluation du système des marchés publics.
Liens externes
- (fr) Description des missions sur http://www.armp.cm
- (fr) Agence de régulation des marchés publics au Niger
- (fr) Autorité de régulation des marchés publics du Bénin
- (fr)(en) Autorité de Régulation des Marchés Publics en République du Congo